# Xiaozhai Tiankeng

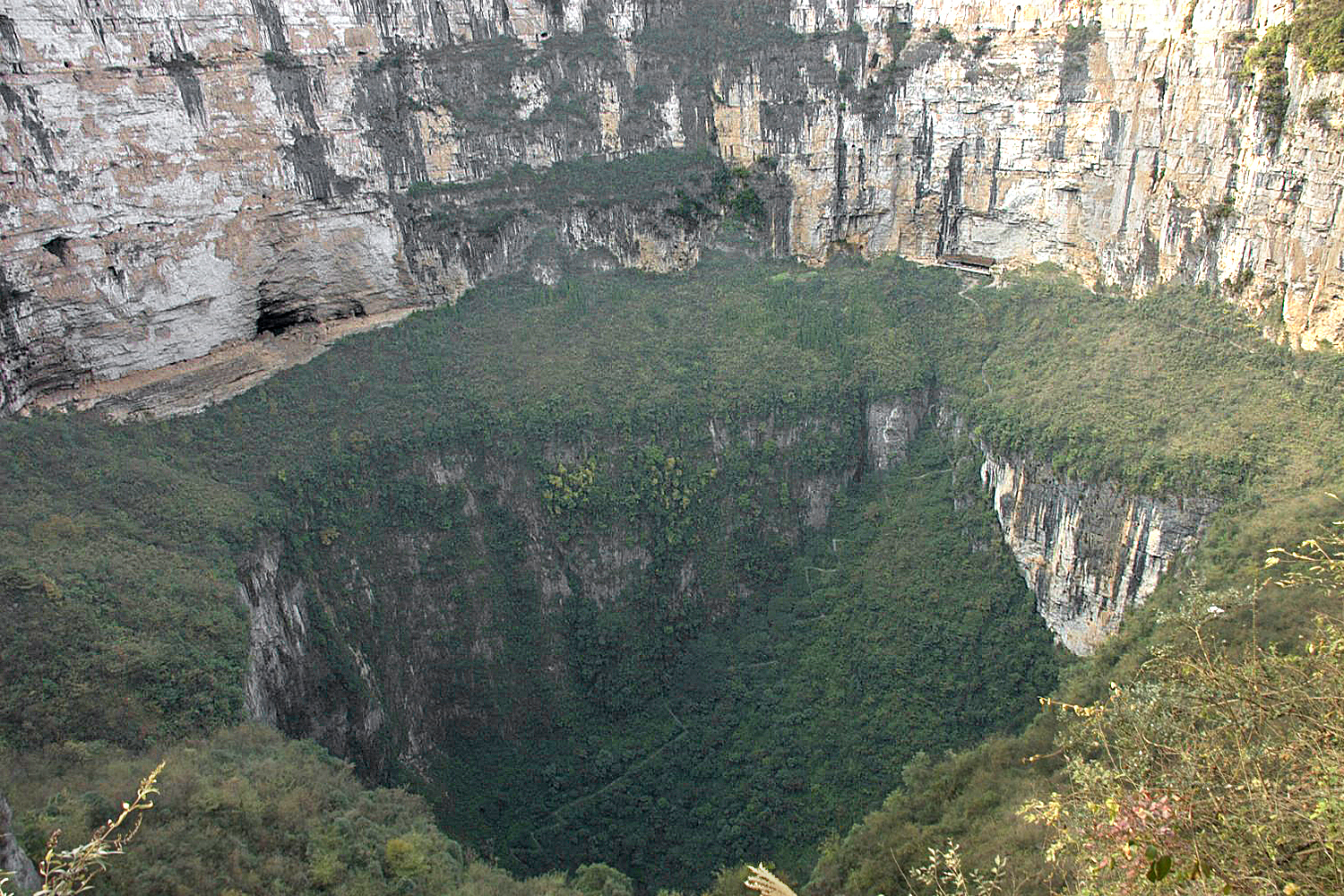
Xiaozhai Tiankeng vom südlichen Rand aus gesehen

Die Xiaozhai Tiankeng (chinesisch 小寨天坑), auch Himmelsloch oder Himmelsgrube benannt, ist der größte Erdfall und die größte Doline der Welt. Sie liegt im Kreis Fengjie der Stadt Chongqing in der Volksrepublik China und ist Teil der Karstlandschaften in Südchina.

## Maße
Die Xiaozhai Tiankeng ist zwischen 537 und 626 Metern breit und mit ihren vertikalen Wänden zwischen 511 und 662 Metern tief. Das Volumen beträgt 119.349.000 m³ und die Öffnungsfläche 274.000 m². Das Material, das einmal an diesem Ort war, wurde durch Lösungsvorgänge gelockert und vom Fluss abgetragen. Der Erdrutsch besteht aus zwei ineinander verschachtelten Teilen (Becken), wovon der obere 320 Meter und der untere 342 Meter tief ist, wobei beide Teile einen durchschnittlichen Durchmesser von 257 bis 268 Metern haben. Zwischen diesen beiden Becken befindet sich eine Schräge, die aufgrund des im Kalkstein eingeschlossenen Bodens gebildet wird. In der Regenzeit lässt sich an der Mündung des Erdfalls ein Wasserfall beobachten.

## Entdeckung
Die Xiaozhai Tiankeng ist den Einheimischen seit der Antike bekannt. Xiaozhai ist der Name eines verlassenen Dorfes in der Nähe und bedeutet wörtlich kleines Dorf, wobei Tiankeng für Himmlische Grube steht. Für den bestehenden Tourismus wurde eine Treppe mit 2800 Stufen errichtet.

## Unterirdischer Fluss und Höhle

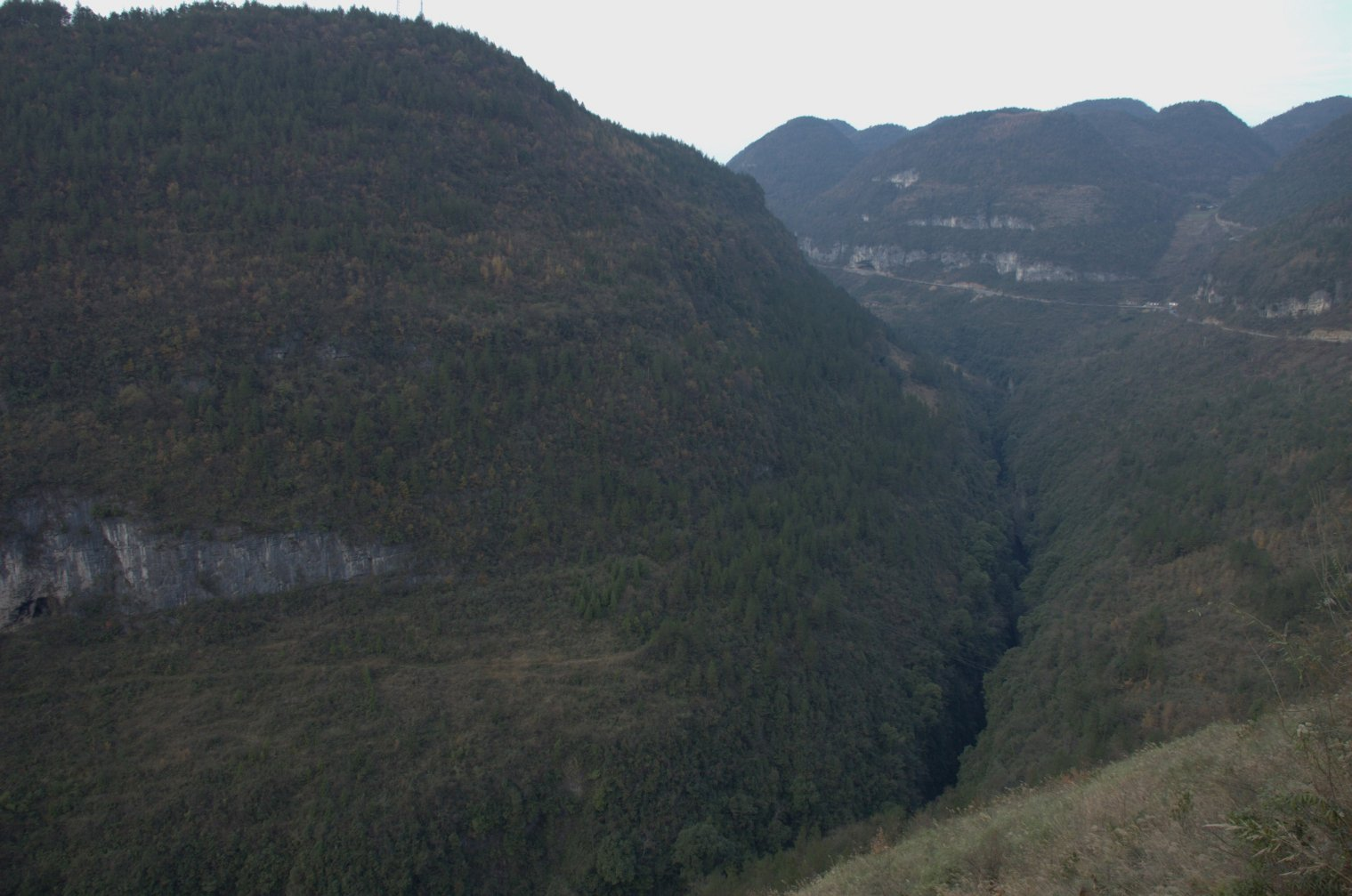
Der Difeng (Karstspalte)

Die Tiankeng bildete sich über der Difeng-Höhle, die wiederum von einem mächtigen unterirdischen Fluss gebildet wurde, der immer noch unter dem Sinkloch fließt. Der unterirdische Fluss beginnt in der Tianjing-Fissurenschlucht und erreicht eine vertikale Klippe über dem Migong-Fluss, die einen 4 Meter hohen Wasserfall bildet. Der Fluss ist ungefähr 8,5 Kilometer lang mit einem Höhenunterschied von 364 Metern. Der durchschnittliche Durchfluss beträgt etwa 8,77 m³/s, wobei das Maximum bei bis zu 174 m³/s liegen kann. Sowohl der Fluss als auch die Difeng-Höhle wurden 1994 vom China Caves Project erkundet und kartiert. Der Difeng ist eine tiefe Karstspalte, die etwa 37 Kilometer lang und über 900 Meter tief ist. Die engste Stelle dieser Karstspalte ist nur zwei Meter weit, und die breiteste etwa 60 bis 70 Meter, es handelt sich um die tiefste und längste bekannte Karstspalte weltweit.

## Flora und Fauna
In dem Erdfall konnten 224 Pflanzenfamilien und 1285 verschiedene Pflanzenarten wie der Ginkgo und seltene Tiere wie der Nebelparder, Goldstumpfnasen, der Chinesische Riesensalamander und der Goldfasan gefunden werden.

## Nominierung für das UNESCO-Weltnaturerbe
Am 29. November 2001 stellte die Volksrepublik China beim Welterbekomitee der UNESCO den Antrag auf Aufnahme der Xiaozhai Tiankeng in das Weltnaturerbe, zur Begründung wurden die Kriterien (vii), (viii) und (ix) aufgeführt. Seither befindet sich die Xiaozhai Tiankeng auf der Tentativliste des UNESCO-Welterbes.